# Notación de slash
En el estudio de campos fermiónicos en teoría cuántica de campo, Richard Feynman inventó la notación de slash. Si A es un vector covariante (es decir, una 1-forma),
{\displaystyle A\!\!\!/\ {\stackrel {\mathrm {def} }{=}}\ \gamma ^{\mu }A_{\mu }}
donde hemos usado el convenio de suma de Einstein  y {\displaystyle \gamma } son las matrices gamma.

## Identidades
Usando las reglas de anticonmutación de las matrices gamma, se puede mostrar que, para cualquier {\displaystyle a_{\mu }} y {\displaystyle b_{\mu }}, se verifica que
{\displaystyle a\!\!\!/a\!\!\!/=a^{\mu }a_{\mu }=a^{2}}
{\displaystyle a\!\!\!/b\!\!\!/+b\!\!\!/a\!\!\!/=2a\cdot b\,}.
{\displaystyle a\!\!\!/^{+}=\gamma ^{0}a\!\!\!/\gamma ^{0}}
En particular,
{\displaystyle \partial \!\!\!/^{2}=\partial ^{2}.}
Se pueden obtener diferentes identidades a partir de las distintas identidades de las matrices gamma al reemplazar el tensor métrico por productos interiores (o producto escalar). Por ejemplo,
{\displaystyle \operatorname {tr} (a\!\!\!/b\!\!\!/)=4a\cdot b}
{\displaystyle \operatorname {tr} (a\!\!\!/b\!\!\!/c\!\!\!/d\!\!\!/)=4\left[(a\cdot b)(c\cdot d)-(a\cdot c)(b\cdot d)+(a\cdot d)(b\cdot c)\right]}
{\displaystyle \operatorname {tr} (\gamma _{5}a\!\!\!/b\!\!\!/c\!\!\!/d\!\!\!/)=4i\epsilon _{\mu \nu \lambda \sigma }a^{\mu }b^{\nu }c^{\lambda }d^{\sigma }}
{\displaystyle \gamma _{\mu }a\!\!\!/\gamma ^{\mu }=-2a\!\!\!/}.
{\displaystyle \gamma _{\mu }a\!\!\!/b\!\!\!/\gamma ^{\mu }=4a\cdot b\,}
{\displaystyle \gamma _{\mu }a\!\!\!/b\!\!\!/c\!\!\!/\gamma ^{\mu }=-2c\!\!\!/b\!\!\!/a\!\!\!/\,}
donde {\displaystyle \epsilon _{\mu \nu \lambda \sigma }} es el símbolo de Levi-Civita.

## Cuadrimomento
A menudo, cuando se trabaja con la ecuación de Dirac, se usa la notación de slash para el cuadrimomento:
Utilizando la base de Dirac para las matrices {\displaystyle \gamma \,},
{\displaystyle \gamma ^{0}={\begin{pmatrix}I&0\\0&-I\end{pmatrix}},\quad \gamma ^{i}={\begin{pmatrix}0&\sigma ^{i}\\-\sigma ^{i}&0\end{pmatrix}}\,}
así como la definición del cuadrimomento
{\displaystyle p_{\mu }=\left(E,-p_{x},-p_{y},-p_{z}\right)\,}
se ve explícitamente que
{\displaystyle {\begin{aligned}p\!\!/&=\gamma ^{\mu }p_{\mu }=\gamma ^{0}p_{0}+\gamma ^{i}p_{i}\\&={\begin{bmatrix}p_{0}&0\\0&-p_{0}\end{bmatrix}}+{\begin{bmatrix}0&\sigma ^{i}p_{i}\\-\sigma ^{i}p_{i}&0\end{bmatrix}}\\&={\begin{bmatrix}E&-{\vec {\sigma }}\cdot {\vec {p}}\\{\vec {\sigma }}\cdot {\vec {p}}&-E\end{bmatrix}}\end{aligned}}}
Se obtienen resultados similares en otras bases, como en la base de Weyl.